# 다목초등학교
다목초등학교는 대한민국 강원특별자치도 화천군에 있는 초등학교다.

## 학교 연혁
- 1970.03.06 대성국민학교 다목분교장 인가
- 1982.03.19 다목국민학교 개교
- 1984.06.12 유치원 개원
- 1995.03.05 급식학교 지정
- 1996.03.01 다목초등학교 개칭
- 2008.12.23 급식소 신축
- 2016.09.01 제13대 석정기 교장 부임
- 2017.02.09 제35회 졸업(졸업생 총 338명)